# Валя-Воєвозілор
Валя-Воєвозілор (рум. Valea Voievozilor) — село у повіті Димбовіца в Румунії. Входить до складу комуни Резвад.
Село розташоване на відстані 73 км на північний захід від Бухареста, 2 км на північний схід від Тирговіште, 148 км на північний схід від Крайови, 80 км на південь від Брашова.

## Населення
За даними перепису населення 2002 року у селі проживали 2605 осіб. Рідною мовою 2595 осіб (99,6%) назвали румунську.
Національний склад населення села:
| Національність | Кількість осіб | Відсоток |
| -------------- | -------------- | -------- |
| румуни         | 2583           | 99,2%    |
| цигани         | 9              | 0,3%     |
| греки          | 9              | 0,3%     |